# Bahnhof Żary

Der Bahnhof Żary, bis Mai 1945: Sorau, ist ein Bahnhof in der heutigen Stadt Żary in der Woiwodschaft Lebus, Polen. Er wurde 1846 von der Niederschlesisch-Märkischen Eisenbahn an der Strecke Berlin–Kohlfurt eröffnet.

## Geschichte
Der Bahnhof war von erheblicher Bedeutung für die am 1. September 1846 von der Niederschlesisch-Märkischen Eisenbahn in Betrieb genommene Strecke Frankfurt/Oder–Bunzlau. Bis 1900 wurde der Bau erheblich erweitert. Das Empfangsgebäude ist dem Stil des Klassizismus nachempfunden. Die Fassadengestaltung mit Gesimsen und der Stil der Fenster und Türen entspricht einem typisch preußischen Baustil, wie er für Bahnhofsbauten der Niederschlesisch-Märkischen Eisenbahn und der Preußischen Ostbahn typisch ist.
Nach dem Zweiten Weltkrieg übernahmen die polnischen Staatsbahnen Polskie Koleje Państwowe (PKP) den Betrieb des Bahnhofs. Die Strecke der Niederschlesisch-Märkischen-Bahn zwischen Guben und Lubsko verlor ihre Funktion als Teil der Hauptverbindung zwischen Berlin und Schlesien sowohl im Personen- wie im Güterverkehr.
Im Jahr 2017 lag die tägliche Anzahl Fahrgäste im Bahnhof zwischen 700 und unter 1000.

## Infrastruktur
Der Bahnhof besitzt vier Bahnsteige mit fünf Bahnsteigkanten: Südlich des Empfangsgebäudes liegen der Hausbahnsteig 1 und der Mittelbahnsteig 2 mit zwei Bahnsteigkanten. Nördlich des Empfangsgebäudes liegen der Hausbahnsteig 3 und der nur über einen höhengleichen Übergang erreichbare Zwischenbahnsteig 4. Die Bahnsteige 1 bis 3 haben Dächer. Ein Personentunnel verbindet das Empfangsgebäude und die nördlich gelegene Innenstadt. Ein weiterer erschließt den Bahnsteig 2.